# Liste der Monuments historiques in Villemomble
Die Liste der Monuments historiques in Villemomble führt die Monuments historiques in der französischen Gemeinde Villemomble auf.

## Liste der Bauwerke
| Bezeichnung     | Beschreibung | Standort                          | Kennzeichnung | Schutzstatus | Datum | Bild           |
| --------------- | ------------ | --------------------------------- | ------------- | ------------ | ----- | -------------- |
| Kirche St-Louis |              | 13, place de la République (Lage) | PA93000003    | Inscrit      | 1996  | weitere Bilder |
| Schloss         |              | Place Émile-Ducatte (Lage)        | PA00079968    | Inscrit      | 1986  | weitere Bilder |

## Liste der Objekte
- Monuments historiques (Objekte) in Villemomble in der Base Palissy des französischen Kultusministeriums